# الشفة المشقوقة والحنك المشقوق
فلح الشفة والحنك، الشفة المشقوقة أو الحلق المشقوق أو الشفة الأرنبية، والتي يمكن أيضا أن تحدثا معاً كما في الشفة والحلق المشقوقين - يعتبر أحد الأنواع المتعددة للتشوه الخلقي الناجمة عن النمو غير الطبيعي في وجه الطفل أثناء فترة الحمل. والشق هو فتحة أوفجوة نتيجة عدم أكتمال (خلل) في البنية الطبيعية للجسم التي تشكل قبل الولادة. وتتراوح النسبة حوالي 1 في كل 700 طفل مولود لديه حالة الشفة المشقوقة أو الحنك المشقوق. نسبة حدوث الشق يختلف بين البلدان والشعوب. وقديما كان يستخدم المصطلح الشفة الأرنبية لهذه الحالة، استنادا إلى التشابه في شكل شق الشفة للأرنب.
ونادرً ما قد تمتد الشقوق إلى أجزاء أخرى من الوجه، مثل العينين والأذنين والأنف والخدين والجبين. ولكن هذه الحالات من الشقوق تعد فائقة الندرة، وقد وصف بول تيسييه عام 1976 خمسة عشر خط من هذه الشقوق. وكثيرا ما توصف بشقوق تيسييه نسبة إلى محدد المواقع العددية التي وضعها تيسييه.
من السهل علاج حالات الشفة أو الحلق المشقوقين بعملية جراحية بنسبة نجاح عالية جدا، خاصة إذا ما تمت العملية بعد الولادة أو خلال السنوات الأولى من الطفولة.
عندما يولد شخص بشفه أرنبية أو شق حلقي فإن ذلك يزيد نسبه احتمال اصابه أبنائه إلى 7 لكل 700 (مقارنة ب 1 لكل 700).

## لمحة تاريخية
تكلم أبو بكر الرازي في كتابه «الحاوي» عن كيفية تعديل فلح الشفة الذي يولد به الطفل، أو الذي يحدث نتيجة التئام جروح الشفة التي لا يتيسر خياطتها في ساحة المعركة، وقد نقل أولًا قول جالينوس في ذلك، ثم بيّن رأيه النابع من الملاحظة والخبرة والتجربة، يقول:
أما الزهراوي فكان يستعيض عن الجراحة أحيانًا بالكي، حيث يقول:

## العلامات والأعراض

### الشفة المشقوقة
إذا كان الشق لا يؤثر على بنية الحلق أو الفم فإنة يشار إليه باسم (الشفة المشقوقة). تتكون الشفة المشقوقة في الشفة العليا إما من فجوة صغيرة أو قَطع في الشفة لا يمتد حتى الأنف (جزئية أو ناقصة) أو أنها تمتد حتى الأنف (كاملة). يمكن أن تحدث الشفة المشقوقة من جانب واحد من الوجة (من جانب واحد) أو الجانبين (الثنائية). وذلك نتيجة خلل في عمليات اندماج الأنف والفك العلوي.

من جانب واحد غير مكتمل
من جانب واحد كاملة
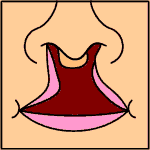
ثنائية كاملة

توجد حالة ‘’’الشق الدقديق’’’ حيت يحدث فقط عدم التئام طفيف للشفة. الشق الدقديق يمكن أن يظهر كندبة في الجزء الأحمر من الشفاه أو تبدو وكأنها وندبة من الشفة حتى فتحة الأنف. قد تتأثر بعض الأنسجة العضلية في الشفة موقع الندبة وربما تتطلب جراحة بسيطة. وينصح أن يتم التحقق بواسطة فريق متخصص في جراحة الوجة في أقرب فرصة لتحديد مدى خطورة الشقوق

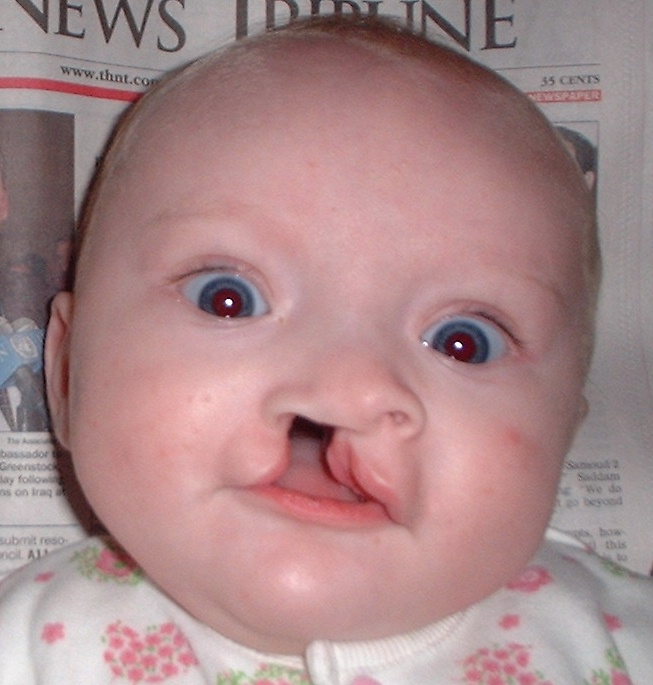
فتاه ذات 6 أشهر قبل أجراءالعملية الجراحية لعلاج الشفة المشقوقة من جانب واحد.
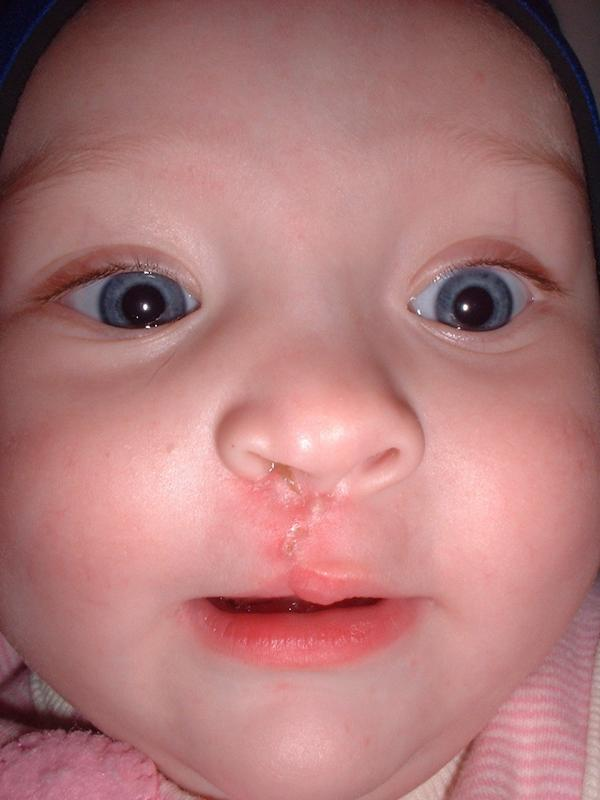
: الفتاة نفسها، 1 شهر بعد الجراحة.
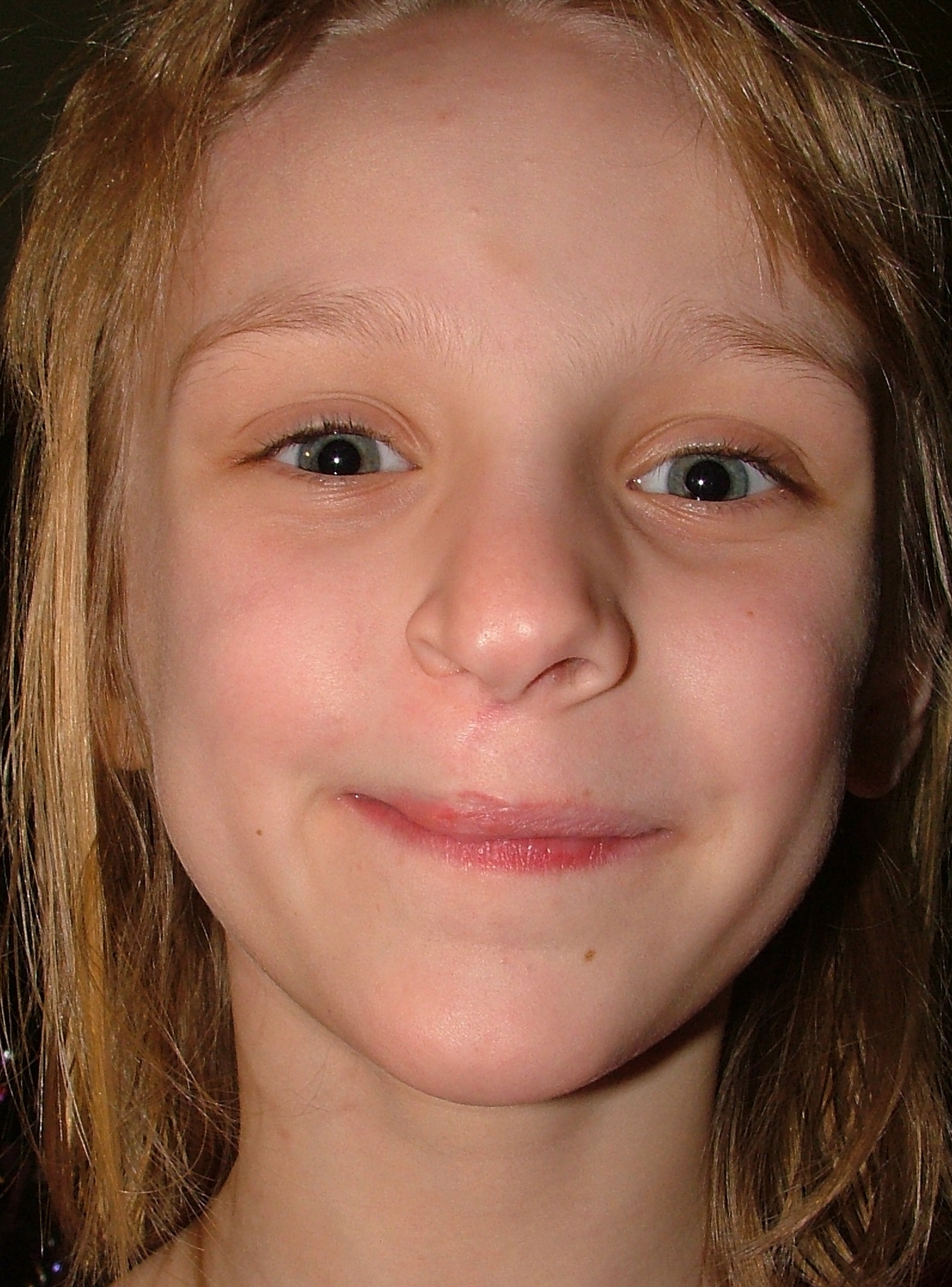
نفس الفتاة، والعمر 8. نلاحظ كيف ذهب ما يقرب من ندبة.

### الحلق المشقوق
‘’’ الحلق المشقوق’’’ هو حالة عدم التحام سقف الحلق اسفل الجمجمة التي تشكل الحلق الصلب (سقف الفم). ومن الممكن عدم التحام الجزء اللين من سقف الفم أيضاً في معظم الحالات، وتتلازم كذلك الشفة المشقوقة في حالة الحلق المشقوق في كثير من الحالات. وتتراوح النسبة حوالي 1 في كل 700 طفل مولود حي في جميع أنحاء العالم.
حالة الحلق المشقوق يمكن أن تحدث كاملة (الحلق الصلب واللين، وربما يتلازم مع ذلك وجود فجوة في الفك أو اللثة)، أو ناقصة (فقط ثقب في سقف الفم، وعادة ما يوجد في الحلق اللين). تحدث هذه الحالة عند تشكل الحلق أثناء فترة الحمل حيث يحدث نتيجة لفشل عملية ألتحام الحلق
نتيجة لحدوث ثقب في سقف الفم في حالة الحلق المشقوق فإن ذللك يؤدى إلى اتصال الفم مباشرة إلى تجويف الأنف
الصور التالية تظهر سقف الفم. يظهر في أعلى الأنف والشفاه وردية اللون. لتخيل الصور تصور رضيع بلا أسنان.

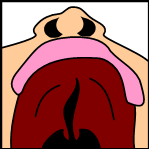
فلح الحنك ناقصة
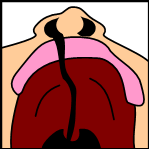
كاملة من جانب واحد الشفة والحنك
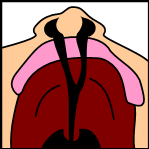
كامل الشفة والحنك الثنائية

الاتصال المفتوح بين تجويف الفم وتجويف الأنف – تسمى حالة قصور شراعي بلعومي - أو حالة VPI وبسبب هذه الفجوة يحدث تسرب الهواء إلى تجويف الأنف مما يؤدى في بعض الأحيان صدى صوت وانبعاثات للأنف بينما يتحدث الشخص. وأيضاً من الآثار الثانوية لحالة VPI تتضمن أخطاء صياغة الخطاب (على سبيل المثال استبدال اوحذف احرف في النطق). خيارات العلاج متوفرة وممكنة حيث تشمل علاج النطق، وزيادة للجدار البلعوم الخلفي، واطالة سقف الفم، والعمليات الجراحية.

## المضاعفات والتعقيدات
قد يسبب الحلق المشقوق بعض المشاكل نتيجة صعوبة التغذية، وكذلك بعض المشاكل للأذن والكلام نتيجة لاتصال الحلق بالأنف وكذلك قد تتأثر التنشئة الاجتماعية نتيجة إلى الندبة المرتبطة بالتشوهات الواضحة أو حتى اللغو في الكلام إذا كان موجودا. ويجدر الأشارة بأنة من السهل تدارك جميع هذه المشاكل والوقاية منها بالعلاج المبكر والرعاية السليمة.

### التغذية
في حالة الحلق المشقوق يتم تغذية الطفل باستخدام زجاجة حليب مخصصة. الجلوس في وضع مستقيم يسمح للجاذبية بمساعدة الطفل على ابتلاع المزيد من الحليب.
نتيجة لصعوبة السحب للرضيع في حالة الحلق المشقوق فإن الجلوس في وضع مستقيم يسمح للجاذبية بمساعدة الطفل على ابتلاع المزيد من الحليب. وسوف تساعد كذللك على منع الحليب التسرب من خلال أنف الطفل. ويمكن تحقيق التغذية باستخدام معدات متخصصة، مثل زجاجات هابرمان Haberman Feeder، أو باستخدام مجموعة من الحلمات.

### النطق
بالنسبة لحالة الشفة المشقوقة، فإنة عادةً لا يواجة الطفل أي مشاكل في النطق.
أما الأطفال الذين يعانون من الحلق المشقوق فإنهم عادة ما يعانون من مشاكل في الكلام. بعض مشاكل الكلام تكون نتيجة مباشرة من الاختلافات التشريحية مثل عدم كفاية الشراعي البلعومي. عدم كفاية الشراعي البلعومي يشير إلى عدم قدرة اللهاة لإغلاق الفتحة من الحلق إلى تجويف الأنف، وهو أمر ضروري لأصوات الكلام كثير، مثل / ع /، / ب /، / ر /، / د /، / ق /، / / Z، الخ. وهذا النوع من الأخطاء عادة يحل بعد إصلاح الحلق.
ومع ذلك، أحيانا بعض مشاكل الكلام تكون نتيجة لمحاولة الطفل للتعويض عن عدم القدرة على إنتاج الصوت المستهدف. وهي تعرف باسم "compensatory articulations". وهي عادة عملية تغير حرف مكان آخر، وغالبا لا تحل تلقائيا بعد إصلاح الحلق، وتجعل كلام الطفل أكثر صعوبة للفهم.
تقويم وعلاج النطق واللغة من الممكن ان يساعد في حل المشاكل المرتبطة بالخطاب المرتبط بحالة الحلق المشقوق. بالإضافة إلى ذلك، أوضحت الأبحاث أن الأطفال الذين يحصلون على التدخل المبكر لتقويم اللغة والكلام هي أقل عرضة لتطوير أخطاء لغوية لاحقا.

### السمع
بالنسبة لحالة الشفة المشقوقة، فإنة عادةً لا يواجة الطفل أي مشاكل في النطق.
أما الأطفال الذين يعانون من الحلق المشقوق فإنة عادة يزداد حالات التهاب الاذن الوسطى المزمن التي يمكن أن تؤدي إلى فقدان السمع بالكامل إن لم يتم علاجها والوقاية منها. حيث تكون الأنابيب والقنوات السمعية في وضع ملتوي أو معوج، مما يؤدي إلى تلوث القنوات بالمواد الغذائية أو غيرها، التي من المفترض ان يتم تنظيفها ذاتيا في حالة الأفراد العاديين.
في بعض الحالات قد تؤثر حالة الحلق المشقوق سلباً على السمع وبالتالي إذا كان الطفل لا يسمع فإنه لا يستطيع محاولة لتقليد أصوات الكلام. وهكذا، وحيث أن استخدام الشفاه والحلق ضرورى للنطق، فإن وهؤلاء الأفراد قد يكونوا في حاجة لمساعدة من طبيب معالج الكلام.
قد يتأثر السمع بالضعف خاصة في الأطفال الذين يعانون من الحنك المشقوق. حيث أن العضلات التي تفتح قنوات يوستاكيوس تفتقر إلى الجزء الداعم للعمل بفعالية. وفي هذه الحالة عندما يتم امتصاص الهواء في الأذن الوسطى عن طريق الغشاء المخاطي، لا يتم تعويض الضغط السلبي الناتج، والذي ينتج بسبب إفراز السائل في الأذن الوسطى والذي يأخذ من نصيب مساحة الغشاء المخاطي. الأطفال الذين يعانون من هذه المشكلة عادة وفقدان السمع التوصيلي الناجم أساسا عن طريق هذا خلل الأذن الوسطى.

### القضايا النفسية
حالات الشفة أو الحلق المشقوق لا يحدث لها مشاكل نفسية في معظم الحالات. معظم الأطفال الذين تم إصلاح الشقوق لديهم في وقت مبكر قادرين على أن يحيوا حياة سعيدة واجتماعية سليمة. ومع ذلك، فمن المهم أن نذكر أن المراهقين – في حالة عدم معالجتهم - معرضون لمخاطر المشاكل النفسية والعلاقات مع الأنداد، نتيجة لمظهرهم المختلف نوعاً ما. من المهم بالنسبة للآباء أن يكون على بينة من التحديات النفسية والاجتماعية الخاصة بهم قد تواجه المراهقين ومعرفة أين تجد مساعدة مهنية إذا تنشأ مشاكل.
عدم إصلاح الشقوق في وقت مبكر قد يؤثر الثقة بالنفس للفرد، والمهارات الاجتماعية، والسلوك. هناك كمية كبيرة من الأبحاث التي خصصت للتنمية النفسية والاجتماعية للأفراد مع الحلق المشقوق. قد يكون مفهوم الذات المتضرر من وجود الشفة المشقوقة أوالحنك المشقوق، وخصوصا بين الفتيات. وقد أظهرت الأبحاث أن خلال السنوات ما قبل المدرسة في وقت مبكر (الأعمار 3-5)، الأطفال ذوي الشفة المشقوقة أوالحنك المشقوق تميل إلى أن يكون لها مفهوم الذات مشابهاً لأقرانهم دون المشقوق. ومع ذلك، عندما يكبرون في السن وتزداد التفاعلات الاجتماعية مع غيرهم من الأطفال، فإن الأطفال الذين يعانون من الشقوق يميلون إلى عدم الرضا عن العلاقات مع الأشحاص الآخرين وكذلك مستويات أعلى من القلق الاجتماعي. ربما يرجع إلى الندبة المرتبطة بالتشوهات الواضحة وشذوذ الكلام، إذا كان موجودا.

## الأسباب
يعتبر تطور الوجة من العمليات المعقدة والتوسع السريع التكاثري، وبالتالي فهو عرضة لعوامل بيئية ووراثية، وتحدث المعدلات عالية من تشوهات الوجه خلال الأسابيع الستة إلى الثمانية الأولى من الحمل، حيث تتشكل على شكل رأس الجنين. وتنمو خمسة فصوص من الأنسجة البدائية:
أ) واحد من أعلى الرأس إلى أسفل الشفة العليا نحو المستقبل؛ (Frontonasal Prominence)
ب-ج) اثنان من الخدين، والتي تلبي الفص أول شكل الشفة العليا، (Maxillar Prominence)
د-هـ) اسفل قليلاً قليلا، اثنين من فصوص إضافية تنمو من كل جانب، والذي تشكل الذقن والشفة السفلى، (Mandibular Prominence)
إذا فشلت هذه الأنسجة الألتقاء والتلاحم، حيث تظهر وجود فجوة في الانسجة حيث ينبغي ان تلتئم. وقد يحدث هذا في موقع واحد أو في عدة مواقع وفي وقت واحد أو في عدة اوقات. وتكون النتيجة عيب خلقي يعكس أماكن الخلل للشخص (على سبيل المثال، بداية من شق صغير في الشفة أو الحلق وقد يصل إلى وجه مشوه تماما).
يتم تشكل الشفة العليا في وقت سابق من الحلق، من فصوص الثلاثة الأولى كما سبق ذكرة أ-ج أعلاه. تشكل الحلق هو الخطوة الأخيرة في أنضمام الخمسة فصوص لوجه الجنين، وينطوي كذلك على الأجزاء الخلفية من فصوص ب وج وتسمى هذه الأجزاء الخلفية (palatal shelves)، والتي تنمو كل منهم تجاه الآخر حتى تلتئم في الوسط. وهذه العملية هي عرضة للمؤثرات مثل المواد السامة المتعددة، والملوثات البيئية، واختلال التوازن الغذائي. الآليات البيولوجية للنمو والألتئآم المتبادل بين الفصوص، والطريقة التي يتم لصقهما معا معقدة جدا وغامضة على الرغم من الأبحاث العلمية المكثفة.

### العوامل الوراثية
تم تحديد العوامل الوراثية التي تسهم في وجود حالة الشفة المشقوقة أوالحلق المشقوق لبعض الحالات التي تكون متلازمة أو مصاحبة لأعراض أخرى، ولكن معرفة العوامل الجينية التي تساهم في حالة الشفة المشقوقة والحلق المشقوق المتفرد – أي الغير مصاحبة لحالات أعراض أخرى- والتي تعتبر هي الأكثر شيوعا لا يزال غير معروف.
قد تتكرر حالات الشفة المشقوقة أوالحلق المشقوق في بعض العائلات حتى وإن كانت غير متلازمة أو مصاحبة مع أي اعراض أخرى، وذلك ربما بسبب عدم اكتمال الفهم الحالي للتطور الجينى.

#### المتلازمات
ممكن ان يكون العيب الولادي هو جزء من متلازمة مثل متلازمة بير- روبن أو ثلاثية كروموسوم 13 أو ثلاثية كروموسوم 18
- متلازمة ستكلر can cause cleft lip and palate, joint pain, and قصر النظر.[23][24]
- متلازمة لويز- ديتز can cause cleft palate or لهاة، فرط التباعد، and أم الدم الأبهرية.[25]
- Hardikar syndrome can cause cleft lip and palate, موه الكلية، انسداد معوي and other symptoms.[26]
- Cleft lip/palate may be present in many different chromosome disorders including متلازمة باتو (trisomy 13).
- متلازمة الفلح الوجهي لمالبوش
- فقدان السمع مع المتلازمات القحفية الوجهية
- متلازمة الظفرة المابضية  [لغات أخرى]‏
- متلازمة تريتشر كولينز

#### الجينات المحددة
تم تحديد العديد من الجينات التي تسهم في وجود حالة الشفة المشقوقة أوالحلق المشقوق لبعض الحالات التي تكون متلازمة أو مصاحبة لأعراض أخرى، والتي قد تساهم أيضاً في وقوع حالات منعزلة أو غير مصاحبة لأعراض أخرى من الشفة المشقوقة أوالحلق المشقوق. وهذا يشمل تغيرات في تسلسل معين في جينات IRF6، و PVRL1 و MSX1.، لقد كان فهم التعقيدات الجينية التي تساهم في تشكل الوجة، بما في ذلك العمليات الجزيئية والخلوية، نتيجة لكثير من البحوث على الحيوانات، بما في ذلك الجينات BMP4، SHH، SHOX2، وFGF10 MSX1
| Type  | الوراثة المندلية البشرية عبر الإنترنت | Gene                      | Locus       |
| ----- | ------------------------------------- | ------------------------- | ----------- |
| OFC1  | 119530                                | ?                         | 6p24        |
| OFC2  | 602966                                | ?                         | 2p13        |
| OFC3  | 600757                                | ?                         | 19q13       |
| OFC4  | 608371                                | ?                         | 4q          |
| OFC5  | 608874                                | MSX1                      | 4p16.1      |
| OFC6  | 608864                                | ?                         | 1q          |
| OFC7  | 600644)                               | PVRL1                     | 11q         |
| OFC8  | 129400                                | بروتين 63 المتعلق بالتحول | 3q27        |
| OFC9  | 610361                                | ?                         | 13q33.1-q34 |
| OFC10 | 601912                                | SUMO1                     | 2q32.2-q33  |
| OFC11 | 600625                                | BMP4                      | 14q22       |
| OFC12 | 612858                                | ?                         | 8q24.3      |

### العوامل البيئية
قد تكون العوامل البيئية سبباً مؤثراً أيضاً، أو التفاعل مع الجينات لإنتاج شق فموي وجهي. وكمثال لكيفية ان تكون العوامل البيئية مرتبطة بالتطور الجينى كنتيجة للبحوث بشأن طفرات في الجينات PHF8 التي تسبب الشفة المشقوقة / الحلق امشقوق (انظر أعلاه). فقد وجد أن PHF8 بترميز histone lysine demethylase، والتي تشارك في تنظيم الجينيات. ان نشاط الحافز PHF8 يعتمد على الأكسجين الجزيئي،]], وهذه حقيقة تعتبر هامة بالنسبة للبيانات عن زيادة حدوث الشفة المشقوقة / الحلق امشقوق في الفئران التي تعرضت لنقص الأكسجين في وقت مبكر خلال الحمل.]]. وفي البشر فإن الشفة المشقوقة / الحلق امشقوق أو أي تشوهات خلقية أخرى تكون مرتبطة بنقص الأكسجين للأمهات، والناجم عن مؤثرات مثل تدخين الأمهات الحوامل، تعاطي الكحول أو بعض أشكال ارتفاع ضغط الدم الأمهات.
والعوامل البيئية الأخرى التي خضعت للدراسة تشمل ما يلي: أسباب موسمية (مثل التعرض للمبيدات)؛ النظام الغذائي للأم وتناول الفيتامينات؛ الرتينوئيدات—والتي هي من عائلة فيتامين (أ)؛ الأدوية المضادة للصرع؛ الكحول، واستخدام السجائر، مركبات النترات؛ المذيبات العضوية؛ التعرض للرصاص، والمخدرات (الكوكايين والكوكايين والهيروين وغيرها).
البحوث الحالية تواصل التحقيق في مدى إمكانية أن يخفض حمض الفوليك معدل الإصابة بالشفة المشقوقة / الحلق امشقوق

## التشخيص
عادةً ما يتم إجراء التشخيص في وقت الولادة عن طريق الفحص البدني. إن التطورات الأخيرة في التشخيص قبل الولادة قد أتاحت للطبيب المولد أن يقوم بتشخيص الفلح الوجهي في الرحم بتخطيط الصدى. للفلوح أيضاً أن تؤثر على أجزاء أخرى من الوجه مثل العيون والأذن والأنف والخدين والجبين. وفي عام 1976، قدم بول تيسير وصفاً طوله خمسة عشر سطراً عن فلوح. فتعتبر معظم الشقوق القحفية الوجهية هذه نادرة جداً وكثيراً ما توصَف على أنها شقوق تيسير باستخدام راصد المقع الرقمي الذي استحدثه تيسير.
لحلق المشقوق من قبل فريق طبى متخصص خلال مرحلة الطفولة والشباب... وتختلف اجراءات العلاج حسب الطبيب المعالج، فعلى سبيل المثال، بعض الأطباء تفضل الأنتظار لتصحيح الفك حتى يصبح عمر الطفل 10-12 سنة (النظرية: يصبح النمو أقل تأثيرا على الأسنان حيث يتم استبدال الأسنان اللبنية بالدائمة، مما يوفر على الطفل من العمليات التصحيحية المتكررة للأسنان)، بينما بعض الأطباء الأخرى ن تحبذ تصحيح الفك وقت مبكر من عمر الطفل (النظرية: تكون هناك حاجة أقل لعلاج النطق في سن لاحقة عندما يصبح من الصعب علاج النطق). وتختلف نوع المعالجة اعتمادا على نوع وشدة الشق.

### الشفة المشقوقة
يمكن إجراء عملية جراحية لإغلاق الشفة المشقوقة بداية من 2-3 أشهر الأولى بعد الولادة، وغالبًا ما يفضل يتم إجراء عملية جراحية وعمر الطفل حوالي 10 أسبوعا، تبعاً لقانون "rule of 10s" الذي ابتدعه الجراحين Wilhelmmesen وMusgrave في عام 1969 (إن كان عمر الطفل لا يقل عن 10 اسابيع؛ ووزنة لا يقل عن 10 بوند ولدية 10 جرام هيموجلوبين على الأقل). وفي حالة إذا كان الشق ثنائي وواسع كثيراً فإنة قد يكون مطلوبا عمليتين جراحتين لإغلاق الشقق، من الجانب الأول ثم من الجانب الثاني بعد بضعة أسابيع. الإجراء الأكثر شيوعا لإصلاح الشفة المشقوقة هو طريقة ميلارد لرائدها رالف ميلارد.
غالبا ماتتطلب حالة الشفة المشقوقة جزئياً نفس العملية تماماً مثلما تتطلب جراحة الشفة الشقوقة بالكامل. ويتم ذلك لسببين. أولا أن مجموعة العضلات اللازمة لحفظ الشفاه من توجد بالشفة العليا. ويجب من أجل استعادة المجموعة كاملة ان يتم شقها بالكامل. ثانيا، لكى تكون الندبة أقل وضوحا فإن الجراح يحاول وضع خط الندبة مع الخطوط الطبيعية في الشفة العليا (مثل حواف النثرة) ومد الغرز حتى تصل لأنف.

خطوط زرقاء تبين الشقوق.
Movement of the flaps; flap A is moved between B and C. C is rotated slightly while B is pushed down.
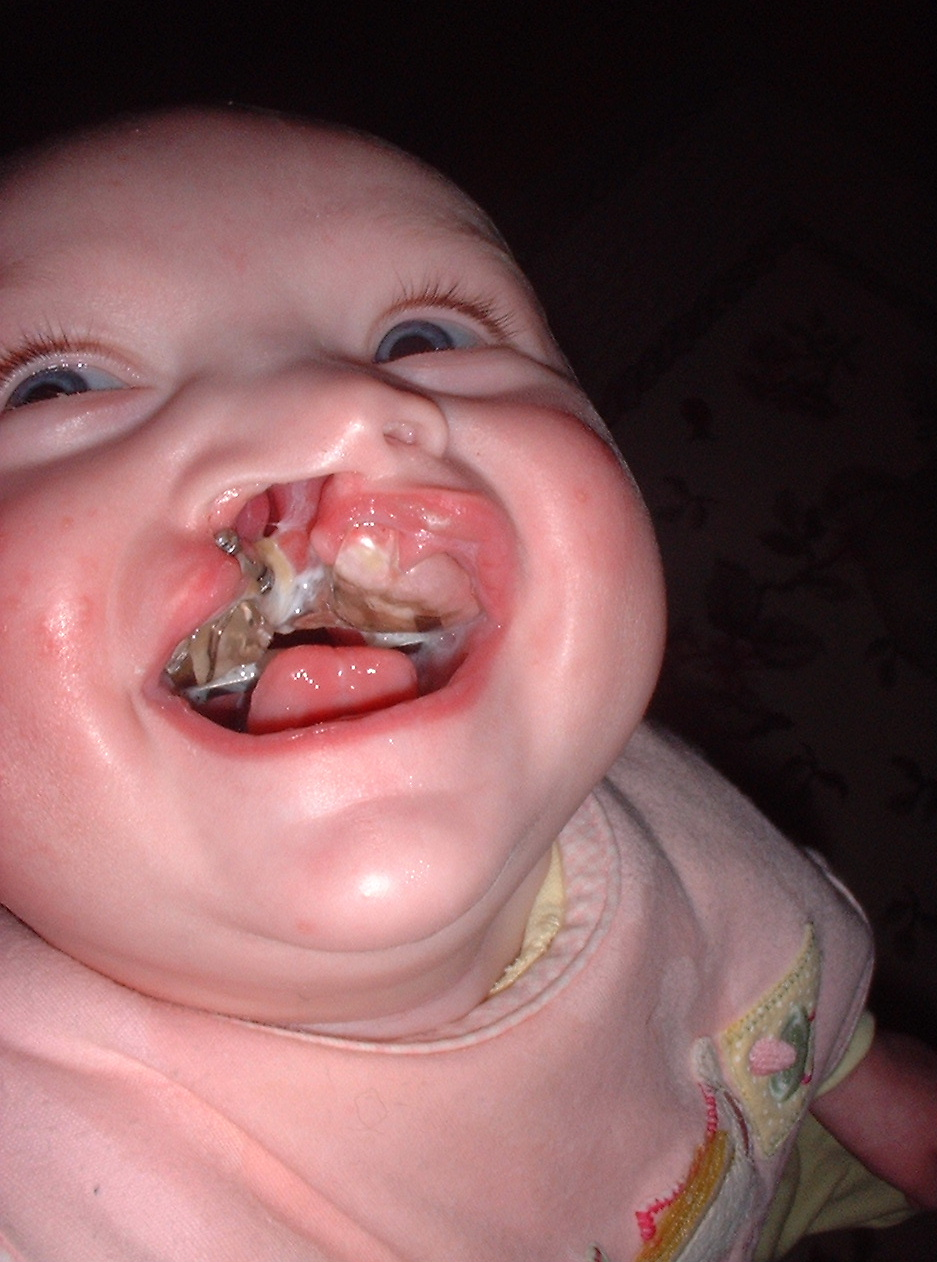
قبل العملية
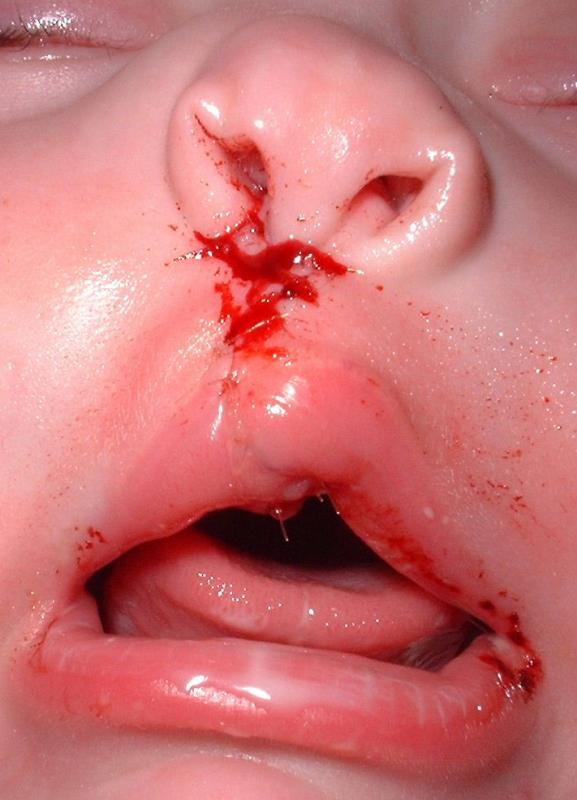
بعد العملية مباشرة، الشفة متورمة من العملية الجراحية وسوف تأخذ شكل طبيعي في غضون بضعة أسابيع

### الحلق المشقوق

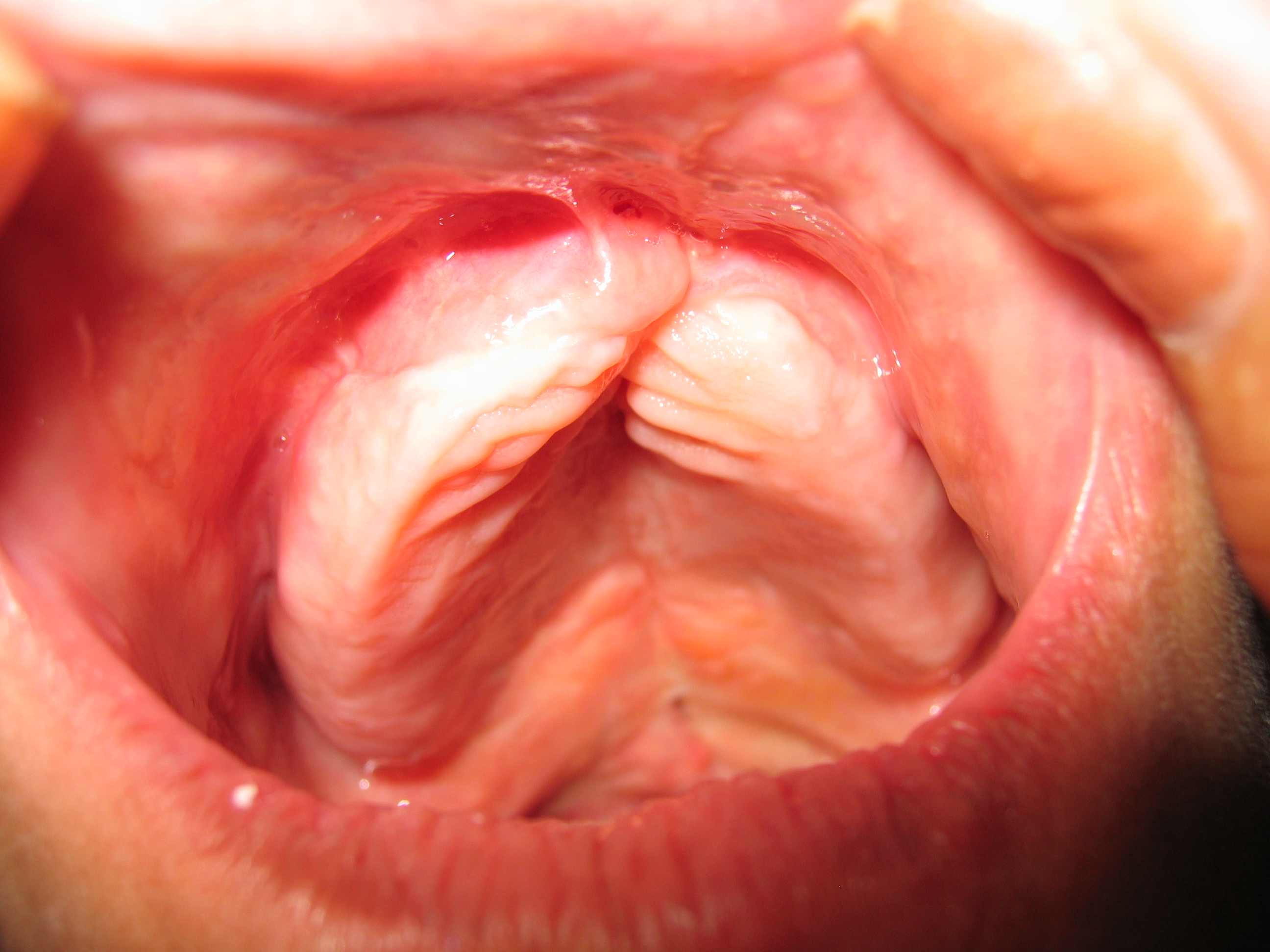
A repaired cleft palate on a 64-year-old female.

من الممكن عمل إغلاق مؤقت لسقف الفم حيث يتم تغطيته بواسطة طبقة تناسب تماماً سقف الفم. ويمكن أيضا العلاج عن طريق الجراحة، حيث تتم العملية عادة ما بين 6 و 12 شهرا.
حوالي 20-25% من الحالات تتطلب عملية جراحية واحدة فقط لتحقيق الحالة الطبيعية القادرة على اتمام عملية البلع والكلام بطريقة طبيعية. ومع ذلك، وغالبا ما تكون من الضرورة استعمال مزيج من الأساليب الجراحية المتعددة خلال مراحل نمو الطفل.
واحدة من الابتكارات الجديدة في علاج الحلق المشقوق هو "the Latham appliance". وهو تثبيت دبابيس جراحية خلال الشهر الرابع أو الخامس للطفل ويقوم الطبيب أو الآباء بضبط المسمار يوميا للمساعدة على تقارب الشفة أو الحلق المشقوق معا والتي تساعد على تحسين نتائج العملية الجراحية مستقبلاً.
في حالة إذا كلن الشق ممتد حتى "maxillary alveolar ridge"، عادة ما يتم تصحيح هذه الفجوة عن طريق ملء الفجوة بالنسيج العظمي. يمكن الحصول على النسيج العظمى من المرضى أنفسهم من الضلوع أوالذقن أو الفخذ.

#### النطق
الأطفال الذين يعانون من الحلق المشقوق فإنهم عادة ما يعانون من مشاكل في الكلام. بعض مشاكل الكلام تكون نتيجة مباشرة من الاختلافات التشريحية مثل عدم كفاية الشراعي البلعومي. عدم كفاية الشراعي البلعومي يشير إلى عدم قدرة اللهاة لإغلاق الفتحة من الحلق إلى تجويف الأنف، وهو أمر ضروري لأصوات الكلام كثير، مثل / ع /، / ب /، / ر /، / د /، / ق /، / / Z، الخ. وهذا النوع من الأخطاء عادة يحل بعد إصلاح الحلق.
تقويم وعلاج النطق واللغة من الممكن ان يساعد في حل المشاكل المرتبطة بالخطاب المرتبط بحالة الحلق المشقوق. بالإضافة إلى ذلك، أوضحت الأبحاث أن الأطفال الذين يحصلون على التدخل المبكر لتقويم اللغة والكلام هي أقل عرضة لتطوير أخطاء لغوية لاحقا.

#### السمع
غالبا ما يتم إدخال أنبوب في في طبلة الأذن لتهوية الأذن الوسطى.]]. وهذا غالبا ما يكون مفيدا لقدرة السمع عند للطفل.